# ریزر اند تای
ریزر اند تای (انگلیسی: Razor & Tie) یک یک شرکت سرگرمی آمریکایی مستقر در نیویورک متشکل از یک شرکت ضبط و یک شرکت انتشارات موسیقی بود.